# フランシス・ペガァマガボウ
フランシス “ペギー”・ペガァマガボウ（英語: Francis "Peggy" Pegahmagabow, 1892年3月9日 - 1952年8月5日）は、カナダの軍人、狙撃手。オーストラリア帝国軍のビリー・シンと共に、第一次世界大戦における世界最高のスナイパーと言われる狙撃の名手。西部戦線において公式確認戦果として通算378名の敵軍兵士を射殺したとされる。最終階級は伍長。
カナダの先住民族のひとつオジブワ族の血を引いており、戦後は彼らの地位向上にその生涯を尽くした。

## 第一次世界大戦
1892年、オンタリオ州オンタリオ湖のパリー島で、ネイティブカナディアンのオジブワ族の家庭に生まれ、オンタリオ湖で漁師兼五大湖の水上消防士として生計を立てる。
1914年、23歳の時に第一次世界大戦が勃発すると、その開戦直後の8月にペガァマガボウは第23歩兵連隊事務所に赴き入軍を志願する。これは、それまで先住民として白人に虐げられてきたオジブワ族の地位を戦功によって向上させるためであり、同様の理由で第一次大戦に参加したオジブワ系兵士の中には、ペガァマガボウと同じく傑出した狙撃手だったことで知られるジョンソン・ポーダッシュ二等兵らがいる。
入営したペガァマガボウはカナダ軍第一歩兵師団、第一歩兵大隊に配属されると、1915年2月、ドイツ軍によってその国土のほとんどを占領されたベルギーへと派遣された。同師団はカナダからヨーロッパへと大西洋を越えた、史上最初の兵力であるとされる。
出兵前の訓練課程において狙撃手としての優れた才能を見出されていたペガァマガボウは、斥候としての教育を受け、スカウト・スナイパーとして最前線で戦うこととなる。1915年当時はまだ狙撃銃用のスコープがそれほど普及しておらず、彼が手にしたのはスコープマウントなしのカナダ陸軍制式ライフル、1903年式ロス小銃（口径.303=7.7mm）であった。ペガァマガボウはこの銃と共に、第一次大戦の中でも最も危険な戦場を駆け巡ることとなる。
ペガァマガボウの経験した最初の大規模な実戦は1915年4月、ドイツ軍が史上初めて戦場で毒ガスを使用したことでその名を歴史に残したとされる第2次イープル会戦であった。両軍合わせて10万人以上が死傷したこの戦いで、ペガァマガボウの所属する第一歩兵大隊は開戦からわずか3日でその戦力の半数を失った。この地獄のような3日間を生き残ったペガァマガボウは、やがて戦況が塹壕を使用した膠着状態になると、そのスカウト・スナイパーとしての天才的な能力を発揮し始める。
ペガァマガボウは日没を待つと、愛銃を手に自軍の最前線、あるいはそれを超えて両軍の中間地帯まで進出し、塹壕に身を潜めてひたすらドイツ軍兵士が姿を見せるのを待った。無論暗視装置など存在しない時代のことであり、頼りは月光と星明りのみという暗闇の中で、ペガァマガボウはまるで昼間のように敵兵士を事も無げに発見し、確実に狙撃したと言われる。第2次イープル会戦が終結するまでにペガァマガボウは数十名の独軍兵士を射殺し、“ペギー”の愛称で狙撃の名手として友軍から知られる存在となっていった。
第2次イープル会戦での功績によって幹部候補生となったペガァマガボウは伍長に昇進し、1916年6月のソレル山の戦いにおいて、多数の独軍兵士を単独で捕虜にした功績により最初の戦功章(MM：Military Medal)を受勲した。なお、ペガァマガボウは不必要な殺戮を好まず、第一次大戦通算で300名以上を殺すことなく捕虜にしたと言われている。
その同年、続いて参戦した第一次大戦最大の戦闘、ソンム会戦においてペガァマガボウは脚部に重傷を負う。既に2年間の従軍期間は超過していたため除隊も可能であったが、数ヵ月後には大隊に復帰し、再び戦場で戦う道を選んだ。最終的にペガァマガボウは、第一次世界大戦において1914年の開戦から1918年の終戦までカナダ軍に在籍し戦場で生き残った、ごく少数のカナダ軍兵士のうちの一人となる。
1917年11月、ペガァマガボウと第一歩兵大隊は第一次大戦でも最も悲惨な戦闘の一つと言われるパッシェンデールの戦い（第3次イープル会戦）に投入される。廃村パッシェンデールを巡って沼沢地で行われ、先陣のイギリス軍が3ヶ月間にわたる苦戦の末約30万人の死傷者を出したとされるこの“泥の戦い”において、ペガァマガボウは無数の銃弾と榴散弾の飛び交う戦場の泥濘の中を駆け巡り、数多くの敵兵を倒しながらも、戦況を冷静に把握していった。双方の砲撃によって電話線が途絶して指揮系統を失いつつあったカナダ軍大隊司令部に、ペガァマガボウと彼の部下は逐次状況を報告して大隊の行動を的確に誘導、砲撃目標点を提示することで、この戦闘でカナダ軍を勝利に導いた。この時の活躍はカナダ軍の公式文書において以下のように記述されている。
"At Passchendaele Nov. 6th/7th, 1917, this NCO(※) did excellent work. Before and after the attack he kept in touch with the flanks, advising the units he had seen, this information proving the success of the attack and saving valuable time in consolidating. He also guided the relief to its proper place after it had become mixed up." (※NCO=non-commissioned officer)
パッシェンデールでの活躍で戦功章に棒章を加えた（戦功章は2度目の受賞からはその意匠に横棒が加わる。表記は "MM and bar"）ペガァマガボウは、その後も1918年8月のアミアンの戦いで活躍してさらにその棒章を増やし ("MM and two bars")、同年11月に終戦を迎える。3度の戦功章、12回の負傷、公式記録上の殺害数は第一次大戦で世界最多の378名という記録を残し、ペガァマガボウは故国カナダへの帰路に着いた。

## 帰国後
1919年、故国へと辿り着いたペガァマガボウは除隊して予備役に入り、故郷パリー島のアルゴンキン在郷州兵連隊に編入された。父親、そして祖父も同じ州兵出身だったことから、ペガァマガボウは喜び勇んで故郷へと帰還する。しかし、ペガァマガボウは故郷のオジブワ族居留地で、大戦前となんら変わりのない部族の惨めな扱いを目の当たりにし愕然とする。自らも白人たちからは英雄としてはほとんど扱われず、大戦で支払った犠牲が無駄であったことを知ったペガァマガボウは、新たな戦場にその身を投じる決意を固めた。オジブワ族居留地の自治独立権を求める祖国カナダとの戦い、即ち後世においてファースト・ネーション運動と呼ばれる独立運動である。
1921年から1936年にかけて、パリー島地区の代表や評議員を務めたペガァマガボウは、1943年には各地のネイティヴ・カナディアン部族から構成される先住民族独立政府の最高指導者に選ばれ、先住民族の自治権を確立と地位向上を求めるべく戦い続けた。これらの運動こそがファースト・ネーション運動の原型となり、1969年の公民権獲得、遂には1999年のカナダ政府による先住民族の自治権承認へと繋がるのである。
1952年、ペガァマガボウはパリー島のオジブワ族居留地で妻のエヴァと6人の子供たちに看取られながら、61歳でその激動の生涯を閉じた。その後半生を先住民の地位向上に捧げた彼の名は、オンタリオ州ブラントフォードにあるウッドランドセンターの “Indian Hall of Fame”（先住民の名誉の殿堂）に記されることとなった。

## 再評価
死後はその存在を永らく忘れ去られていたペガァマガボウだったが、2003年になって出版されたカナダの作家エイドリアン・ヘイズによる伝記 "Pegahmagabow: Legendary Warrior, Forgotten Hero"（ペガァマガボウ 伝説の兵士、忘れられた英雄）によって再び脚光を浴びることとなった。これに影響を受けて2005年に出版されたジョセフ・ボイデンの第一次世界大戦に題材を得た小説 "Three Day Road" には、ペガァマガボウをモデルにした Elijah Weesageechak という狙撃手が登場し、同作はカナダ国内で非常に高い評価を受けている。
また、カナダ軍においても第3レンジャー警備隊のボーデン本部ビルの名称をペガァマガボウの名にちなんで名付けるなど、その死後50年を経てにわかに再評価されつつある。